# Thecla aguaca
Thecla aguaca är en fjärilsart som beskrevs av Max Wilhelm Karl Draudt 1920. Thecla aguaca ingår i släktet Thecla och familjen juvelvingar. Inga underarter finns listade i Catalogue of Life.